# Togo op de Olympische Zomerspelen 2008

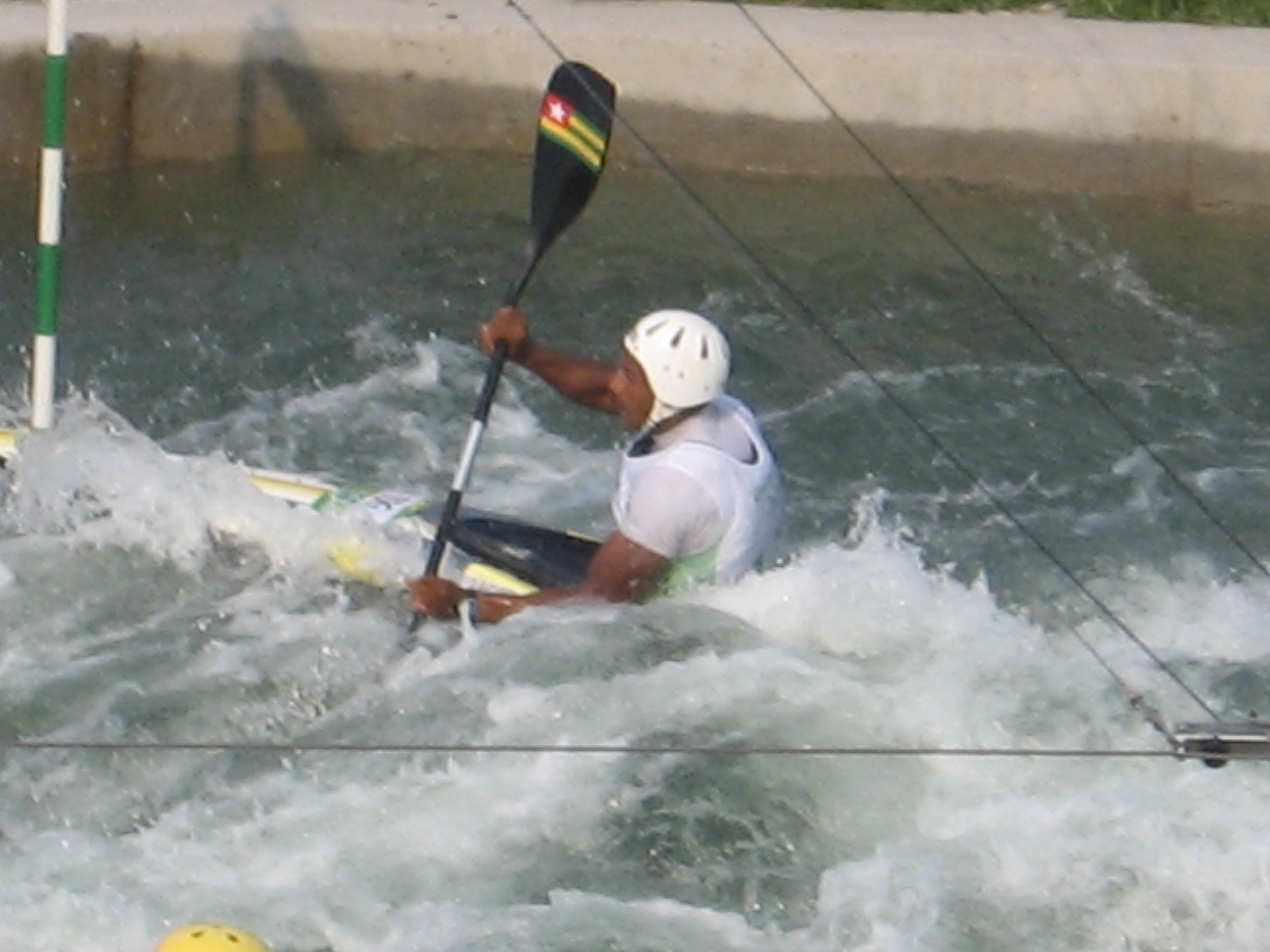
Benjamin Boukpeti in actie

Togo nam deel aan de Olympische Zomerspelen 2008 in Peking, China. Togo debuteerde op de Zomerspelen in 1972 en deed in 2008 voor de achtste keer mee. Kanovaarder Benjamin Boukpeti schreef geschiedenis door voor zijn land de eerste olympische medaille ooit te behalen. Bij het juichen brak hij zijn peddel.

## Medailleoverzicht
| Sport     | Olympiër          | Discipline    | Medaille |
| --------- | ----------------- | ------------- | -------- |
| Kanovaren | Benjamin Boukpeti | K1 slalom (m) | Brons    |

## Deelnemers en resultaten
(m) = mannen, (v) = vrouwen 
| Sport     | Olympiër                 | Discipline    | Resultaat | Prestatie |
| --------- | ------------------------ | ------------- | --------- | --- |
| Atletiek  | Sandrine Thiebaud-Kangni | 400 m (v)     | series    | serie 7: 54,16 (7e; 45e tijd)                                                                                              |
| Judo      | Sacha Dananyoh           | tot 81 kg (m) | series    | 1/32F: won van Sherali Bozorov (Tjk) 1/16F: verloor van Roman Hontjoek (Ukr) herkansing 1R: verloor van Mario Valles (Col) |
| Kanovaren | Benjamin Boukpeti        | K1 slalom (m) | Brons     | kwalificatie: 172.26 (90.17 + 82.09) (8e) HF: 86.08 (1e) F: 87.37 (3e) totaal: 173.45 (3e)                                 |
| Tennis    | Komlavi Loglo            | enkelspel (m) | 1/32F     | 1/32F: verloor van Kevin Anderson (Rsa), (3-6, 2-6)                                                                        |

De deelnemers bij judo en tennis namen deel op uitnodiging van de Olympische tripartitecommissie.
Afghanistan · Albanië · Algerije · Amerikaanse Maagdeneilanden · Amerikaans-Samoa · Andorra · Angola · Antigua en Barbuda · Argentinië · Armenië · Aruba · Australië · Azerbeidzjan · Bahama's · Bahrein · Bangladesh · Barbados · België · Belize · Benin · Bermuda · Bhutan · Bolivia · Bosnië en Herzegovina · Botswana · Brazilië · Britse Maagdeneilanden · Bulgarije · Burkina Faso · Burundi · Cambodja · Canada · Centraal-Afrikaanse Republiek · Chili · China · Chinees Taipei · Colombia · Comoren · Congo-Brazzaville · Congo-Kinshasa · Cookeilanden · Costa Rica · Cuba · Cyprus · Denemarken · Djibouti · Dominica · Dominicaanse Republiek · Duitsland · Ecuador · Egypte · El Salvador · Equatoriaal-Guinea · Eritrea · Estland · Ethiopië · Fiji · Filipijnen · Finland · Frankrijk · Gabon · Gambia · Georgië · Ghana · Grenada · Griekenland · Groot-Brittannië · Guam · Guatemala · Guinee · Guinee‑Bissau · Guyana · Haïti · Honduras · Hongarije · Hongkong · Ierland · IJsland · India · Indonesië · Irak · Iran · Israël · Italië · Ivoorkust · Jamaica · Japan · Jemen · Jordanië · Kaaimaneilanden · Kaapverdië · Kameroen · Kazachstan · Kenia · Kirgizië · Kiribati · Koeweit · Kroatië · Laos · Lesotho · Letland · Libanon · Liberia · Libië · Liechtenstein · Litouwen · Luxemburg · Macedonië · Madagaskar · Malawi · Malediven · Maleisië · Mali · Malta · Marshalleilanden · Marokko · Mauritanië · Mauritius · Mexico · Micronesië · Moldavië · Monaco · Mongolië · Montenegro · Mozambique · Myanmar · Namibië · Nauru · Nederland · Nederlandse Antillen · Nepal · Nicaragua · Nieuw-Zeeland · Niger · Nigeria · Noord-Korea · Noorwegen · Oeganda · Oekraïne · Oezbekistan · Oman · Oostenrijk · Oost‑Timor · Pakistan · Palau · Palestina · Panama · Papoea-Nieuw-Guinea · Paraguay · Peru · Polen · Portugal · Puerto Rico · Qatar · Roemenië · Rusland · Rwanda · Saint Kitts en Nevis · Saint Lucia · Saint Vincent en Grenadines · Salomonseilanden · Samoa · San Marino · Sao Tomé en Principe · Saoedi-Arabië · Senegal · Servië · Seychellen · Sierra Leone · Singapore · Slovenië · Slowakije · Soedan · Somalië · Spanje · Sri Lanka · Suriname · Swaziland · Syrië · Tadzjikistan · Tanzania · Thailand · Togo · Tonga · Trinidad en Tobago · Tsjaad · Tsjechië · Tunesië · Turkije · Turkmenistan · Tuvalu · Uruguay · Vanuatu · Venezuela · Verenigde Arabische Emiraten · Verenigde Staten · Vietnam · Wit-Rusland · Zambia · Zimbabwe · Zuid-Afrika · Zuid-Korea · Zweden · Zwitserland
Uitgesloten van deelname: Brunei